# Liste der Mitglieder des VIII. Senats der Republik Polen

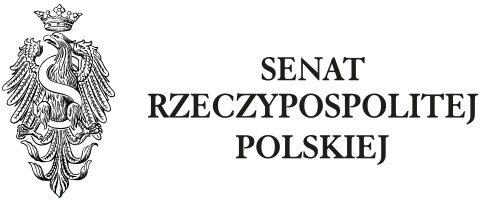
Emblem des Senats der Republik Polen

Die Liste der Mitglieder des VIII. Senats der Republik Polen enthält alle Senatoren der VIII. Wahlperiode des Senats der Republik Polen. Die Amtszeit der Senatoren begann am 8. November 2011 mit dem Leisten des Amtseides während der konstituierenden Sitzung des Senats und dauerte bis zum 11. November 2015, dem Tag vor der Versammlung des Senats der nächsten Wahlperiode, an.
Der VIII. Senat der Republik Polen bestand aus 100 Mitgliedern. Gewählt wurden die Senatoren bei der Parlamentswahl am 9. Oktober 2011 in 100 Wahlkreisen nach Mehrheitswahl (Persönlichkeitswahl). Während der Wahlperiode schieden sieben Senatoren aus. Sechs Senatoren wurden nachgewählt, das letzte Mandat blieb vakant.

## Übersicht der Fraktionen
| Fraktion | Fraktion                                                                                       | Mandate                             | Mandate                                 | ±   |
| Fraktion | Fraktion                                                                                       | Erste Sitzung (8./9. November 2011) | Letzte Sitzung (30. Sept./1. Okt. 2015) | ±   |
| -------- | ---------------------------------------------------------------------------------------------- | ----------------------------------- | --------------------------------------- | --- |
|          | Klub Parlamentarny Platforma Obywatelska (PO) (Parlamentsklub Bürgerplattform)                 | 063                                 | 57                                      | ▼ 6 |
|          | Klub Parlamentarny Prawo i Sprawiedliwość (PiS) (Parlamentsklub Recht und Gerechtigkeit)       | 029                                 | 32                                      | ▲ 3 |
|          | Koło Senatorów Niezależnych (KSN) (Kreis unabhängiger Senatoren)                               | 003                                 | 04                                      | ▲ 1 |
|          | Klub Parlamentarny Polskiego Stronnictwa Ludowego (PSL) (Parlamentsklub Polnische Volkspartei) | 002                                 | 02                                      | ▬ 0 |
|          | Klub Parlamentarny Solidarna Polska (SP) (Parlamentsklub Solidarisches Polen)                  | 001                                 | 0                                       | ▼ 1 |
|          | Klub Parlamentarny Zjednoczona Prawica (ZP) ∗ (Parlamentsklub Vereinigte Rechte)               | 000                                 | 01                                      | ▲ 1 |
|          | Fraktionslos                                                                                   | 002                                 | 03                                      | ▲ 1 |
| Total:   | Total:                                                                                         | 100                                 | 99                                      | ▼ 1 |

## Liste der Senatoren
Farblegende:
Senator der ganzen Wahlperiode
Vorzeitig ausgeschiedener Senator
Nachgewählter Senator
| Bild | Bild                         | Name                         | Wahlkomitee                   | Wahlkreis | Fraktion     | Anmerkungen |
| ---- | ---------------------------- | ---------------------------- | ----------------------------- | --------- | ------------ | --- |
|      | Łukasz Abgarowicz            | Łukasz Abgarowicz            | KW Platforma Obywatelska RP   | 041       | PO           | |
|      | Anna Aksamit                 | Anna Aksamit                 | KW Platforma Obywatelska RP   | 040       | PO           | |
|      | Tadeusz Arłukowicz           | Tadeusz Arłukowicz           | KW Platforma Obywatelska RP   | 060       | PO           | |
|      | Mieczysław Augustyn          | Mieczysław Augustyn          | KW Platforma Obywatelska RP   | 088       | PO           | |
|      | Elżbieta Bieńkowska          | Elżbieta Bieńkowska          | KW Platforma Obywatelska RP   | 075       | PO           | Mandat am 31. Oktober 2014 niedergelegt, da zum 1. November 2014 zur Kommissarin für Binnenmarkt, Industrie, Unternehmertum und kleine und mittlere Unternehmen der Europäischen Kommission berufen |
|      | Elżbieta Bieńkowska          | Elżbieta Bieńkowska          | KW Platforma Obywatelska RP   | 075       |              | Mandat am 31. Oktober 2014 niedergelegt, da zum 1. November 2014 zur Kommissarin für Binnenmarkt, Industrie, Unternehmertum und kleine und mittlere Unternehmen der Europäischen Kommission berufen |
|      | Grzegorz Bierecki            | Grzegorz Bierecki            | KW Prawo i Sprawiedliwość     | 017       | PiS          | |
|      | Przemysław Błaszczyk         | Przemysław Błaszczyk         | KW Prawo i Sprawiedliwość     | 025       | PiS          | |
|      | Ryszard Bonisławski          | Ryszard Bonisławski          | KW Platforma Obywatelska RP   | 024       | PO           | |
|      | Marek Borowski               | Marek Borowski               | KWW Marka Borowskiego         | 042       | fraktionslos | bis zum 19. Dezember 2011 fraktionslos, ab dem 20. Dezember 2011 Mitglied des Koło Senatorów Niezależnych |
|      | Marek Borowski               | Marek Borowski               | KWW Marka Borowskiego         | 042       | KSN          | bis zum 19. Dezember 2011 fraktionslos, ab dem 20. Dezember 2011 Mitglied des Koło Senatorów Niezależnych |
|      | Bogdan Borusewicz            | Bogdan Borusewicz            | KW Platforma Obywatelska RP   | 065       | PO           | stellvertretender Senatsmarschall |
|      | Barbara Borys-Damięcka       | Barbara Borys-Damięcka       | KW Platforma Obywatelska RP   | 044       | PO           | |
|      | Jerzy Chróścikowski          | Jerzy Chróścikowski          | KW Prawo i Sprawiedliwość     | 019       | PiS          | |
|      | Alicja Chybicka              | Alicja Chybicka              | KW Platforma Obywatelska RP   | 007       | PO           | |
|      | Włodzimierz Cimoszewicz      | Włodzimierz Cimoszewicz      | KWW Cimoszewicz do Senatu     | 061       | KSN          | |
|      | Henryk Cioch                 | Henryk Cioch                 | KW Prawo i Sprawiedliwość     | 016       | PiS          | |
|      | Leszek Czarnobaj             | Leszek Czarnobaj             | KW Platforma Obywatelska RP   | 067       | PO           | |
|      | Grzegorz Czelej              | Grzegorz Czelej              | KW Prawo i Sprawiedliwość     | 015       | PiS          | |
|      | Dorota Czudowska             | Dorota Czudowska             | KW Prawo i Sprawiedliwość     | 003       | PiS          | |
|      | Wiesław Dobkowski            | Wiesław Dobkowski            | KW Prawo i Sprawiedliwość     | 028       | PiS          | |
|      | Robert Dowhan                | Robert Dowhan                | KW Platforma Obywatelska RP   | 022       | PO           | |
|      | Jarosław Duda                | Jarosław Duda                | KW Platforma Obywatelska RP   | 006       | PO           | |
|      | Mieczysław Gil               | Mieczysław Gil               | KW Prawo i Sprawiedliwość     | 081       | PiS          | |
|      | Witold Gintowt-Dziewałtowski | Witold Gintowt-Dziewałtowski | KW Platforma Obywatelska RP   | 084       | PO           | |
|      | Stanisław Gogacz             | Stanisław Gogacz             | KW Prawo i Sprawiedliwość     | 014       | PiS          | |
|      | Stanisław Gorczyca           | Stanisław Gorczyca           | KW Platforma Obywatelska RP   | 085       | PO           | |
|      | Beata Gosiewska              | Beata Gosiewska              | KW Prawo i Sprawiedliwość     | 082       | PiS          | Mandat niedergelegt am 25. Mai 2014 nach der Wahl zum Mitglied des Europäischen Parlaments in der 8. Wahlperiode |
|      | Beata Gosiewska              | Beata Gosiewska              | KW Prawo i Sprawiedliwość     | 082       |              | Mandat niedergelegt am 25. Mai 2014 nach der Wahl zum Mitglied des Europäischen Parlaments in der 8. Wahlperiode |
|      | Ryszard Górecki              | Ryszard Górecki              | KW Platforma Obywatelska RP   | 086       | PO           | |
|      | Henryk Górski                | Henryk Górski                | KW Prawo i Sprawiedliwość     | 047       | PiS          | verstorben am 19. Mai 2014 |
|      | Henryk Górski                | Henryk Górski                | KW Prawo i Sprawiedliwość     | 047       |              | verstorben am 19. Mai 2014 |
|      | Maciej Grubski               | Maciej Grubski               | KW Platforma Obywatelska RP   | 023       | PO           | |
|      | Piotr Gruszczyński           | Piotr Gruszczyński           | KW Platforma Obywatelska RP   | 092       | PO           | |
|      | Andrzej Grzyb                | Andrzej Grzyb                | KW Platforma Obywatelska RP   | 066       | PO           | |
|      | Helena Hatka                 | Helena Hatka                 | KW Platforma Obywatelska RP   | 021       | PO           | vom 8. November 2011 bis 12. August 2015 Mitglied des Klub Parlamentarny Platforma Obywatelska (PO), danach fraktionslos |
|      | Helena Hatka                 | Helena Hatka                 | KW Platforma Obywatelska RP   | 021       | fraktionslos | vom 8. November 2011 bis 12. August 2015 Mitglied des Klub Parlamentarny Platforma Obywatelska (PO), danach fraktionslos |
|      | Stanisław Hodorowicz         | Stanisław Hodorowicz         | KW Platforma Obywatelska RP   | 036       | PO           | |
|      | Stanisław Iwan               | Stanisław Iwan               | KW Platforma Obywatelska RP   | 020       | PO           | vom 8. November 2011 bis 21. Juli 2015 Mitglied des Klub Parlamentarny Platforma Obywatelska (PO), danach fraktionslos |
|      | Stanisław Iwan               | Stanisław Iwan               | KW Platforma Obywatelska RP   | 020       | fraktionslos | vom 8. November 2011 bis 21. Juli 2015 Mitglied des Klub Parlamentarny Platforma Obywatelska (PO), danach fraktionslos |
|      | Jan Jackowski                | Jan Jackowski                | KW Prawo i Sprawiedliwość     | 039       | PiS          | |
|      | Kazimierz Jaworski           | Kazimierz Jaworski           | KW Prawo i Sprawiedliwość     | 056       | PiS          | vom 8. November bis 30. November 2011 Mitglied des Klub Parlamentarny Prawo i Sprawiedliwość (PiS), anschließend vom 1. Dezember 2011 bis zum 29. Januar 2014 Mitglied des Klub Parlamentarny Solidarna Polska (SP), danach bis zum 24. Juli 2014 fraktionslos und ab dem 25. Juli 2014 Mitglied des Klub Parlamentarny Zjednoczona Prawica (ZP) |
|      | Kazimierz Jaworski           | Kazimierz Jaworski           | KW Prawo i Sprawiedliwość     | 056       | SP           | vom 8. November bis 30. November 2011 Mitglied des Klub Parlamentarny Prawo i Sprawiedliwość (PiS), anschließend vom 1. Dezember 2011 bis zum 29. Januar 2014 Mitglied des Klub Parlamentarny Solidarna Polska (SP), danach bis zum 24. Juli 2014 fraktionslos und ab dem 25. Juli 2014 Mitglied des Klub Parlamentarny Zjednoczona Prawica (ZP) |
|      | Kazimierz Jaworski           | Kazimierz Jaworski           | KW Prawo i Sprawiedliwość     | 056       | fraktionslos | vom 8. November bis 30. November 2011 Mitglied des Klub Parlamentarny Prawo i Sprawiedliwość (PiS), anschließend vom 1. Dezember 2011 bis zum 29. Januar 2014 Mitglied des Klub Parlamentarny Solidarna Polska (SP), danach bis zum 24. Juli 2014 fraktionslos und ab dem 25. Juli 2014 Mitglied des Klub Parlamentarny Zjednoczona Prawica (ZP) |
|      | Kazimierz Jaworski           | Kazimierz Jaworski           | KW Prawo i Sprawiedliwość     | 056       | ZP           | vom 8. November bis 30. November 2011 Mitglied des Klub Parlamentarny Prawo i Sprawiedliwość (PiS), anschließend vom 1. Dezember 2011 bis zum 29. Januar 2014 Mitglied des Klub Parlamentarny Solidarna Polska (SP), danach bis zum 24. Juli 2014 fraktionslos und ab dem 25. Juli 2014 Mitglied des Klub Parlamentarny Zjednoczona Prawica (ZP) |
|      | Stanisław Jurcewicz          | Stanisław Iwan               | KW Platforma Obywatelska RP   | 005       | PO           | |
|      | Stanisław Karczewski         | Stanisław Karczewski         | KW Prawo i Sprawiedliwość     | 049       | PiS          | stellvertretender Senatsmarschall |
|      | Wiesław Kilian               | Wiesław Kilian               | KW Platforma Obywatelska RP   | 004       | PO           | |
|      | Kazimierz Kleina             | Kazimierz Kleina             | KW Platforma Obywatelska RP   | 062       | PO           | |
|      | Bogdan Klich                 | Bogdan Klich                 | KW Platforma Obywatelska RP   | 033       | PO           | |
|      | Maciej Klima                 | Maciej Klima                 | KW Prawo i Sprawiedliwość     | 034       | SP           | vom 8. November 2011 bis zum 26. März 2014 Mitglied des Klub Parlamentarny Solidarna Polska (SP), anschließend bis zum 20. Mai 2014 fraktionslos und ab dem 21. Mai 2014 Mitglied des Klub Parlamentarny Prawo i Sprawiedliwość |
|      | Maciej Klima                 | Maciej Klima                 | KW Prawo i Sprawiedliwość     | 034       | fraktionslos | vom 8. November 2011 bis zum 26. März 2014 Mitglied des Klub Parlamentarny Solidarna Polska (SP), anschließend bis zum 20. Mai 2014 fraktionslos und ab dem 21. Mai 2014 Mitglied des Klub Parlamentarny Prawo i Sprawiedliwość |
|      | Maciej Klima                 | Maciej Klima                 | KW Prawo i Sprawiedliwość     | 034       | PiS          | vom 8. November 2011 bis zum 26. März 2014 Mitglied des Klub Parlamentarny Solidarna Polska (SP), anschließend bis zum 20. Mai 2014 fraktionslos und ab dem 21. Mai 2014 Mitglied des Klub Parlamentarny Prawo i Sprawiedliwość |
|      | Izabela Kloc                 | Izabela Kloc                 | KW Prawo i Sprawiedliwość     | 073       |              | nachgewählt am 7. September 2014 für Bolesław Piecha |
|      | Izabela Kloc                 | Izabela Kloc                 | KW Prawo i Sprawiedliwość     | 073       | PiS          | nachgewählt am 7. September 2014 für Bolesław Piecha |
|      | Ryszard Knosala              | Ryszard Knosala              | KW Platforma Obywatelska RP   | 051       | PO           | |
|      | Andrzej Kobiak               | Andrzej Kobiak               | KW Platforma Obywatelska RP   | 009       | PO           | |
|      | Maria Koc                    | Maria Koc                    | KW Prawo i Sprawiedliwość     | 047       |              | nachgewählt am 7. September 2014 für Henryk Górski |
|      | Maria Koc                    | Maria Koc                    | KW Prawo i Sprawiedliwość     | 047       | PiS          | nachgewählt am 7. September 2014 für Henryk Górski |
|      | Stanisław Kogut              | Stanisław Kogut              | KW Prawo i Sprawiedliwość     | 037       | PiS          | |
|      | Marek Konopka                | Marek Konopka                | KW Platforma Obywatelska RP   | 087       | PO           | |
|      | Tadeusz Kopeć                | Tadeusz Kopeć                | KW Platforma Obywatelska RP   | 079       | PO           | vom 8. November 2011 bis 22. Mai 2015 Mitglied des Klub Parlamentarny Platforma Obywatelska (PO), danach fraktionslos |
|      | Tadeusz Kopeć                | Tadeusz Kopeć                | KW Platforma Obywatelska RP   | 079       | fraktionslos | vom 8. November 2011 bis 22. Mai 2015 Mitglied des Klub Parlamentarny Platforma Obywatelska (PO), danach fraktionslos |
|      | Waldemar Kraska              | Waldemar Kraska              | KW Prawo i Sprawiedliwość     | 048       | PiS          | |
|      | Kazimierz Kutz               | Kazimierz Kutz               | KWW Kazimierza Kutza          | 080       | KSN          | Senatsmarschall |
|      | Jarosław Lasecki             | Jarosław Lasecki             | KW Platforma Obywatelska RP   | 068       | PO           | |
|      | Jan Libicki                  | Jan Filip Libicki            | KW Platforma Obywatelska RP   | 089       | PO           | |
|      | Robert Mamątow               | Robert Mamątow               | KW Prawo i Sprawiedliwość     | 046       | PiS          | |
|      | Marek Martynowski            | Marek Martynowski            | KW Prawo i Sprawiedliwość     | 038       | PiS          | |
|      | Andrzej Matusiewicz          | Andrzej Matusiewicz          | KW Prawo i Sprawiedliwość     | 058       | PiS          | |
|      | Zbigniew Meres               | Zbigniew Meres               | KW Platforma Obywatelska RP   | 076       | PO           | |
|      | Jan Michalski                | Jan Michalski                | KW Platforma Obywatelska RP   | 001       | PO           | |
|      | Andrzej Misiołek             | Andrzej Misiołek             | KW Platforma Obywatelska RP   | 071       | PO           | |
|      | Antoni Motyczka              | Antoni Motyczka              | KW Platforma Obywatelska RP   | 073       | PO           | verstorben am 24. Januar 2013 |
|      | Antoni Motyczka              | Antoni Motyczka              | KW Platforma Obywatelska RP   | 073       |              | verstorben am 24. Januar 2013 |
|      | Andżelika Możdżanowska       | Andżelika Możdżanowska       | KW Polskie Stronnictwo Ludowe | 095       | PSL          | |
|      | Rafał Muchacki               | Rafał Muchacki               | KW Platforma Obywatelska RP   | 078       | PO           | |
|      | Ireneusz Niewiarowski        | Ireneusz Niewiarowski        | KW Platforma Obywatelska RP   | 093       | PO           | |
|      | Jarosław Obremski            | Jarosław Obremski            | KWW Rafał Dutkiewicz          | 008       | KSN          | |
|      | Norbert Obrycki              | Norbert Obrycki              | KW Platforma Obywatelska RP   | 097       | PO           | |
|      | Władysław Ortyl              | Władysław Ortyl              | KW Prawo i Sprawiedliwość     | 055       | PiS          | am 27. Mai 2013 Mandatsverlust nach der Ernennung zum Woiwodschaftsmarschall der Woiwodschaft Karpatenvorland |
|      | Władysław Ortyl              | Władysław Ortyl              | KW Prawo i Sprawiedliwość     | 055       |              | am 27. Mai 2013 Mandatsverlust nach der Ernennung zum Woiwodschaftsmarschall der Woiwodschaft Karpatenvorland |
|      | Andrzej Owczarek             | Andrzej Owczarek             | KW Platforma Obywatelska RP   | 026       | PO           | |
|      | Andrzej Pająk                | Andrzej Pająk                | KW Prawo i Sprawiedliwość     | 030       | PiS          | |
|      | Maria Pańczyk-Pozdziej       | Maria Pańczyk-Pozdziej       | KW Platforma Obywatelska RP   | 070       | PO           | stellvertretende Senatsmarschallin |
|      | Bohdan Paszkowski            | Bohdan Paszkowski            | KW Prawo i Sprawiedliwość     | 059       | PiS          | |
|      | Andrzej Person               | Andrzej Person               | KW Platforma Obywatelska RP   | 013       | PO           | |
|      | Bolesław Piecha              | Bolesław Piecha              | KW Prawo i Sprawiedliwość     | 073       |              | nachgewählt am 21. April 2013 für den verstorbenen Senator Antoni Motyczka; Mandat niedergelegt am 25. Mai 2014 nach der Wahl zum Mitglied des Europäischen Parlaments in der 8. Wahlperiode |
|      | Bolesław Piecha              | Bolesław Piecha              | KW Prawo i Sprawiedliwość     | 073       | PiS          | nachgewählt am 21. April 2013 für den verstorbenen Senator Antoni Motyczka; Mandat niedergelegt am 25. Mai 2014 nach der Wahl zum Mitglied des Europäischen Parlaments in der 8. Wahlperiode |
|      | Bolesław Piecha              | Bolesław Piecha              | KW Prawo i Sprawiedliwość     | 073       |              | nachgewählt am 21. April 2013 für den verstorbenen Senator Antoni Motyczka; Mandat niedergelegt am 25. Mai 2014 nach der Wahl zum Mitglied des Europäischen Parlaments in der 8. Wahlperiode |
|      | Bogdan Pęk                   | Bogdan Pęk                   | KW Prawo i Sprawiedliwość     | 031       | PiS          | |
|      | Leszek Piechota              | Leszek Piechota              | KW Platforma Obywatelska RP   | 074       | PO           | |
|      | Józef Pinior                 | Józef Pinior                 | KW Platforma Obywatelska RP   | 002       | PO           | |
|      | Aleksander Pociej            | Aleksander Pociej            | KW Platforma Obywatelska RP   | 045       | PO           | |
|      | Marian Poślednik             | Marian Poślednik             | KW Platforma Obywatelska RP   | 094       | PO           | |
|      | Sławomir Preiss              | Sławomir Preiss              | KW Platforma Obywatelska RP   | 098       | PO           | |
|      | Zdzisław Pupa                | Zdzisław Pupa                | KW Prawo i Sprawiedliwość     | 055       |              | nachgewählt am 8. September 2013 für Władysław Ortyl |
|      | Zdzisław Pupa                | Zdzisław Pupa                | KW Prawo i Sprawiedliwość     | 055       | PiS          | nachgewählt am 8. September 2013 für Władysław Ortyl |
|      | Marek Rocki                  | Marek Rocki                  | KW Platforma Obywatelska RP   | 043       | PO           | |
|      | Jadwiga Rotnicka             | Jadwiga Rotnicka             | KW Platforma Obywatelska RP   | 091       | PO           | |
|      | Jan Rulewski                 | Jan Rulewski                 | KW Platforma Obywatelska RP   | 010       | PO           | |
|      | Jarosław Rusiecki            | Jarosław Rusiecki            | KW Prawo i Sprawiedliwość     | 082       |              | nachgewählt am 7. September 2014 für Beata Gosiewska |
|      | Jarosław Rusiecki            | Jarosław Rusiecki            | KW Prawo i Sprawiedliwość     | 082       | PiS          | nachgewählt am 7. September 2014 für Beata Gosiewska |
|      | Czesław Ryszka               | Czesław Ryszka               | KW Prawo i Sprawiedliwość     | 075       |              | nachgewählt am 8. Februar 2015 für Elżbieta Bieńkowska |
|      | Czesław Ryszka               | Czesław Ryszka               | KW Prawo i Sprawiedliwość     | 075       | PiS          | nachgewählt am 8. Februar 2015 für Elżbieta Bieńkowska |
|      | Janina Sagatowska            | Janina Sagatowska            | KW Prawo i Sprawiedliwość     | 054       | PiS          | |
|      | Janusz Sepioł                | Janusz Sepioł                | KW Platforma Obywatelska RP   | 032       | PO           | |
|      | Michał Seweryński            | Michał Seweryński            | KW Prawo i Sprawiedliwość     | 027       | PiS          | |
|      | Witold Sitarz                | Witold Sitarz                | KW Platforma Obywatelska RP   | 096       | PO           | |
|      | Wojciech Skurkiewicz         | Wojciech Skurkiewicz         | KW Prawo i Sprawiedliwość     | 050       | PiS          | |
|      | Krzysztof Słoń               | Krzysztof Słoń               | KW Prawo i Sprawiedliwość     | 083       | PiS          | |
|      | Andrzej Szewiński            | Andrzej Szewiński            | KW Platforma Obywatelska RP   | 069       | PO           | |
|      | Grażyna Sztark               | Grażyna Sztark               | KW Platforma Obywatelska RP   | 099       | PO           | |
|      | Bogusław Śmigielski          | Bogusław Śmigielski          | KW Platforma Obywatelska RP   | 077       | PO           | |
|      | Aleksander Świeykowski       | Aleksander Świeykowski       | KW Platforma Obywatelska RP   | 053       | PO           | |
|      | Piotr Wach                   | Piotr Wach                   | KW Platforma Obywatelska RP   | 052       | PO           | |
|      | Kazimierz Wiatr              | Kazimierz Wiatr              | KW Prawo i Sprawiedliwość     | 035       | PiS          | |
|      | Edmund Wittbrodt             | Edmund Wittbrodt             | KW Platforma Obywatelska RP   | 064       | PO           | |
|      | Grzegorz Wojciechowski       | Grzegorz Wojciechowski       | KW Prawo i Sprawiedliwość     | 029       | PiS          | |
|      | Michał Wojtczak              | Michał Wojtczak              | KW Platforma Obywatelska RP   | 012       | PO           | |
|      | Jan Wyrowiński               | Jan Wyrowiński               | KW Platforma Obywatelska RP   | 011       | PO           | stellvertretender Senatsmarschall |
|      | Roman Zaborowski             | Roman Zaborowski             | KW Platforma Obywatelska RP   | 063       | PO           | |
|      | Alicja Zając                 | Alicja Zając                 | KW Prawo i Sprawiedliwość     | 057       | PiS          | |
|      | Józef Zając                  | Józef Zając                  | KW Polskie Stronnictwo Ludowe | 018       | PSL          | |
|      | Adam Zdziebło                | Adam Zdziebło                | KW Platforma Obywatelska RP   | 072       | PO           | |
|      | Piotr Zientarski             | Piotr Zientarski             | KW Platforma Obywatelska RP   | 100       | PO           | |
|      | Marek Ziółkowski             | Marek Ziółkowski             | KW Platforma Obywatelska RP   | 090       | PO           | Mandat zum 7. Juli 2015 niedergelegt nach der Berufung zum Botschafter im Königreich Marokko |
|      | Marek Ziółkowski             | Marek Ziółkowski             | KW Platforma Obywatelska RP   | 090       |              | Mandat zum 7. Juli 2015 niedergelegt nach der Berufung zum Botschafter im Königreich Marokko |